# Stabilisation des plantes

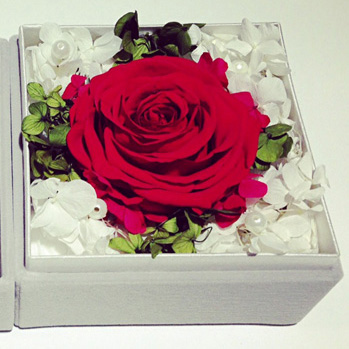
Arrangement de fleurs stabilisées

La stabilisation des plantes est une technique de conservation des végétaux, rameaux, fleurs et feuilles, qui consiste à remplacer la sève par une solution de glycérine, afin de garder à la plante son aspect frais, pour en faire des bouquets, diverses compositions florales ou encore des murs végétalisés.
C'est aussi le nom donné aux procédés mis en œuvre pour la conservation des propriétés des plantes à usage médicinal, cosmétologique, condimentaire, aromatique ou alimentaire.

## Stabilisation des plantes à la glycérine
La technique consiste à placer les tiges et rameaux, dont la partie inférieure a été préalablement écrasée au marteau sur une longueur de 10 à 15 cm, dans une solution d'un tiers de glycérine et deux tiers d'eau chaude, et les y laisser durant deux à six semaines, en réajustant le niveau du mélange si nécessaire. Le brevet déposé en 1996 précise qu'il faut ajouter du sel et au moins un autre alcool, contenant au moins un cycle aromatique, et, éventuellement, un colorant ; la durée du trempage peut ainsi être réduite à deux ou trois jours,.
Les végétaux stabilisés à la glycérine conservent un aspect naturel et restent frais et souples, ce qui les rend intéressants pour des arrangements floraux et bouquets.

## Stabilisation des plantes médicinales
La conservation des propriétés des plantes médicinales requiert des conditions de séchage et de stabilisation contrôlées selon la nature des composés actifs (hétérosides flavoniques, phénoliques et chromogéniques, et alcaloïdes),.
Un procédé breveté en 1994 consiste à soumettre la plante réhydratée à un traitement aux hyper-fréquences jusqu'à ce qu'elle atteigne une température au moins égale à la température de dénaturation des enzymes qu'elle contient.

### Sources
- (en) Francis R. Gouin, « Preserving flowers and leaves », Maryland Cooperative Extension Fact Sheet, vol. 556,‎ 1994, p. 1-6 (lire en ligne, consulté le 20 janvier 2018).
- « Sève Artificielle pour Végétaux « éternels » ou projet S.A.V.e » [PDF], sur Académie Nice, Collège Louis Clément, Saint Mandrier sur mer, 2013 (consulté le 21 janvier 2018).